# Мариинское подворье в Иерусалиме
Марии́нское подворье — одно из зданий Русских построек в Иерусалиме. Построено в период с 1860 по 1864-е годы усилиями Палестинского комитета в рамках постройки комплекса зданий Русского подворья в Иерусалиме под руководством архитектора М. И. Эппингера.

## История

### Дореволюционный период
Мариинское женское подворье представляет собой комплекс зданий общей площадью 3706 м² и служило для проживания русских православных паломниц, прибывавших посетить святыни Иерусалима и всей Святой Земли. Подворье принимало до 1500 тысяч паломниц в год.
В 1864 году Мариинское подворье, как и другие русские постройки на Мейдамской площади в центре Иерусалима, передаются в ведение Палестинской комиссии, а в 1889 году Императорскому православному палестинскому обществу.
Под управлением Императорского православного палестинского общества Мариинское подворье успешно действует и принимает русских православных паломниц до 1914 года. В период с 1914 по 1917 год как и все русские постройки в Иерусалиме, занимаются турецкими солдатами, а затем с 1917 года используется как тюрьма британской военной полицией.

### Послереволюционный период
С 1948 года Мариинское подворье перерегистрируется, как и другие русские постройки, на имя правительства СССР.
В 1964 году в рамках межправительственного соглашения, подписанного Г. Меир и Н. С. Хрущёвым в рамках так называемой «апельсиновой сделки», Мариинское подворье продаётся советским правительством государству Израиль. Законность сделки остаётся спорной, так как непонятно, являлся ли СССР законным собственником подворья. С 1964 по 1991 годы здание Мариинского подворья использовалось под склады еврейского агентства.

### Современное положение
С 1991 года здание Мариинского подворья передаётся в ведение министерства обороны Израиля, которое производит в здании реконструкцию периода Британского мандата над Палестиной, основав здесь Музей узников подполья, работающего и открытого для посещения по сегодняшний день.